# Jelena Šubić

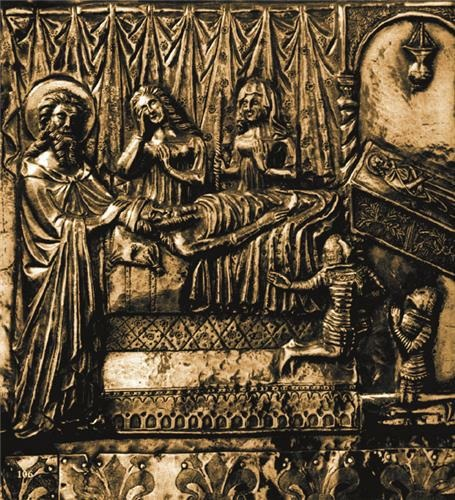
Jelena sosteniendo una vela (parte superior derecha) en el lecho de muerte de su cuñado Esteban, tal como se representa en el cofre de San Simeón, fechado en 1380. Está rodeada de su sobrina Isabel y sus hijos.

Jelena Šubić (fallecida hacia 1378) fue una miembro de la noble familia Šubić que gobernó el banato de Bosnia como regente desde 1354 hasta 1357.
Jelena era la hija del señor croata Jorge II Šubić de Bribir, conde de Klis. Se casó con Vladislav, hermano del ban Esteban II de Bosnia, en la fortaleza de Klis a finales de 1337 o comienzos de 1338. Lampridio Vitturi, obispo de Trogir, celebró el matrimonio; las autoridades que eran hostiles a Trogir luego protestaron ante el papado que el matrimonio era no canónico debido a la consanguinidad de la pareja. Jelena y Vladislav tuvieron dos hijos, Tvrtko y Vuk.
Tvrtko tenía unos 15 años cuando se convirtió en ban de Bosnia después de la muerte de su cuñado en el otoño de 1353. Jelena y Vladislav, que habían sido excluidos de la sucesión por razones desconocidas, asumieron el gobierno en nombre del joven ban. Quedando viuda al año siguiente, Jelena continuó gobernando sola en nombre de Tvrtko. Acompañada por su hijo menor, viajó de inmediato a la corte de su señor, el rey Luis I de Hungría, para buscar su consentimiento por la ascensión de Tvrtko. Luis le encargó entregar un mensaje a su cuñada, Jelena Nemanjić, viuda de su hermano Mladen III, que estaba tratando de mantener en posesión la fortaleza de Klis. A su regreso a Bosnia, Jelena presidió una asamblea (stanak) en Mile y confirmó las posesiones y privilegios de los nobles de «toda Bosnia, Donji Kraji, Zagorje y la tierra de Hum». En mayo de 1355 decidió tomar parte activa en la disputa por la herencia familiar de los Šubić, que había comenzado desde la muerte de su hermano Mladen en 1348. Jelena marchó con Tvrtko y su ejército a Duvno. Se firmó un acuerdo por el cual su hijo había de heredar todas las ciudades en poder de su padre y una ciudad en poder de su hermana Katarina.
La regencia de Jelena terminó en 1357. Ella y sus hijos recibieron la ciudadanía por la República de Venecia en 1364. Dos años más tarde acompañó a Tvrtko a la corte real de Hungría después de su breve deposición en favor de Vuk; Tvrtko fue reinstalado en el trono bosnio un año después. En el otoño de 1374, Jelena organizó y asistió a la boda de su hijo y Dorotea de Bulgaria.